# ادمزبورگ، پنسیلانیا
ادمزبورگ، پنسیلانیا (به انگلیسی: Adamsburg, Pennsylvania) در ایالات متحده آمریکا است که در پنسیلوانیا واقع شده‌است.

## خصوصیات
ادمزبورگ ۲۲۱ نفر جمعیت دارد و ۳۵۲٫۰۵ متر بالاتر از سطح دریا واقع شده‌است.